# 蔓苦賈
蔓苦賈（学名：Ixeris stolonifera）为菊科兔仔菜屬下的一个种。